# Synagoga w Gryficach
Synagoga w Gryficach – dawna i nieistniejąca już bożnica w Greifenbergu (dziś: Gryfice).
Żydowski dom modlitwy został wybudowany w 1855 r. (na miejscu starego z 1840 r.) Znajdował się na terenie dzisiejszej remizy straży pożarnej, przy Poetensteig (dziś ul. 3-Maja) obok dawnej szkoły miejskiej. Synagoga w czasie nocy kryształowej została podpalona, następnie zamknięta. W czasie II wojny światowej w bożnicy urządzono obóz pracy (Stalag II D, filia obozu w Stargardzie) dla francuskich jeńców wojennych. Po 1945 r. przeznaczona na magazyny. Obiekt został rozebrany 30 stycznia 1986 r.
Przy synagodze działała szkoła dla żydowskich chłopców. Bożnica spełniała również funkcję siedziby gminy żydowskiej (kahału), archiwum i skarbca. Nie posiadała stałego rabina, z uwagi na brak dostatecznych funduszy. Nabożeństwa były prowadzone przez rabinów synagogi stargardzkiej i kołobrzeskiej.
Zbudowana została na planie prostokąta, była murowana w stylu ryglowym i pokryta dwuspadowym dachem. Fasadą zwrócona do dzis. ul. 3-Maja, o kamiennym, ściętym i prostokątnym portalu, który był zwieńczony gładkim tympanonem o trzech uskokach. Z lewej strony umieszczone było dwuskrzydłowe prostokątne okno. Szczyt fasady przedzielony został podwójnym prostym gzymsem. Nad tympanonem umieszczona została gwiazda Dawida. Wschodnia elewacja – Mizrach zwrócona była w stronę Jerozolimy. Wbudowano w nią Świętą Skrzynię (aron ha-kodesz), która była zadaszona, przesłonięta parochetem i wystawała poza lico muru. Przechowywano w niej Torę. Nad skrzynią zawieszona była ozdobna lampa (ner tamid). We wnętrzu znajdowały się: menora, bima do czytania Tory oraz drewniana empora (tzw. babiniec). Wnętrze zostało pokryte polichromią.